# Hermann Sierp
Hermann Sierp (* 4. April 1885 in Bochum; † 15. Oktober 1958 in Köln) war ein deutscher Botaniker. Er forschte vor allem zur Pflanzenphysiologie und auch zur Mykologie.

## Leben
Nach dem Abitur 1907 am Gymnasium Warburg (Westfalen) studierte Sierp Naturwissenschaften, besonders Botanik und Chemie, an den Universitäten Bonn und Münster. Nach bestandener Prüfung 1911 für das höhere Lehramt in den Fächern Botanik, Zoologie, Physik und Mathematik war er Lehramtskandidat am Schillergymnasium Münster und arbeitete zugleich im Botanischen Institut der Universität. Dort promovierte er 1913 zum Dr. phil. Von 1913 bis 1922 war er Assistent am Botanischen Institut der Universität Tübingen. Im Jahr 1915 erfolgte die Habilitation für das Fach Botanik, 1920 wurde er zum nichtbeamteten außerordentlichen Professor ernannt und erhielt 1922 einen Ruf auf das Ordinariat für Botanik an der Universität Halle. Er wechselte 1923 an die Universität München, 1928 wurde er zum ordentlichen Professor der Universität Köln berufen. Dort war er gleichzeitig Leiter des botanischen Gartens der Stadt Köln. Im Jahr 1940 erlitt er einen Schlaganfall. Er musste fortan vertreten werden und wurde 1949 in den Ruhestand versetzt.

## Schriften
- Über die Beziehungen zwischen Individuengröße, Organgröße und Zellengröße, mit besonderer Berücksichtigung des erblichen Zwergwuchses. Phil. Diss., Münster 1913 / Borntraeger, Leipzig 1913 (In: Jahrbücher für wissenschaftliche Botanik. Bd. 53).
- Die Internodientorsionen der Pflanzen mit dekussierter Blattstellung. Hochschulschrift: Naturwissenschaftliche Habilitations-Schrift, Tübingen 1915 / Borntraeger, Leipzig 1915 (In: Jahrbücher für wissenschaftliche Botanik. Bd. 55, S. 343–408).
- (als Hrsg.) mit Wilhelm Benecke, August Seybold und Wilhelm Troll: Monographien aus dem Gesamtgebiet der Wissenschaftlichen Botanik. Verlag Julius Springer, Berlin.
- zusammen mit Hans Fitting, Richard Harder und Franz Firbas Bearbeiter der 21. Auflage (1942) des Lehrbuchs der Botanik für Hochschulen, begründet von Eduard Strasburger. Fischer, Jena 1894. Für die 17. Auflage (1928), 18. Auflage (1931), 19. Auflage (1936) und die 20. Auflage (1939) ist er bereits als Bearbeiter aufgeführt.[2]